# AL 129-1
AL 129-1 è un'articolazione fossilizzata del ginocchio di un ominide della specie Australopithecus afarensis, che si stima abbia 3,4 milioni di anni. È stato scoperto a Hadar in Etiopia, da Donald Johanson nel 1973.

## Ritrovamento
Il geologo francese Maurice Taieb scoprì la Formazione Hadar nel 1968. Costituì quindi un gruppo di ricercatori, tra i quali lo statunitense Donald Johanson, che nell'autunno del 1973 si recò ad Hadar, in Etiopia, alla ricerca di fossili e manufatti legati all'origine degli esseri umani.
I ricercatori trovarono numerosi fossili, ma inizialmente nessun ominide. Poi, nel novembre 1973, verso la fine della prima stagione sul campo, Johanson individuò un frammento fossile che pensava fosse una costola di ippopotamo. Scoprì che in realtà si trattava di un fossile di una tibia prossimale, l'estremità superiore di una tibia. Dalle sue piccole dimensioni, pensò che fosse una scimmia e decise di collezionarla. Mentre la descriveva, notò a pochi metri di distanza un femore distale, l'estremità inferiore di un femore.
Quando provò a comporre insieme i resti fossili ritrovati, notò che l'angolo che il femore e la tibia formavano dimostrava chiaramente che si trattava di un ominide che camminava eretto. Questa articolazione angolare era in contrasto con quella della scimmia, nella quale il femore e la tibia formano una linea retta. 
Si trattava di una scoperta estremamente importante, poiché sarebbe la prima a mostrare ominidi che camminavano in posizione eretta risalenti a 3,4 milioni di anni fa. I
La squadra tornò per la seconda stagione sul campo l'anno successivo, e in un burrone a circa due chilometri e mezzo dal sito in cui era stata scoperta l'articolazione del ginocchio, fu ritrovato il fossile di Lucy.